# (2912) Lapalma
(2912) Lapalma es un asteroide perteneciente al cinturón de asteroides, descubierto el 18 de febrero de 1942 por Liisi Oterma desde el Observatorio de Iso-Heikkilä, en Turku, Finlandia.

## Designación y nombre
Designado provisionalmente como 1942 DM. Fue nombrado Lapalma en homenaje a La Palma isla española.